# Jelisaveta Načić
Jelisaveta Načić (ur. 31 grudnia 1878 w Belgradzie, zm. 6 czerwca 1955 w Dubrowniku) – pierwsza architektka w Serbii.

## Życiorys

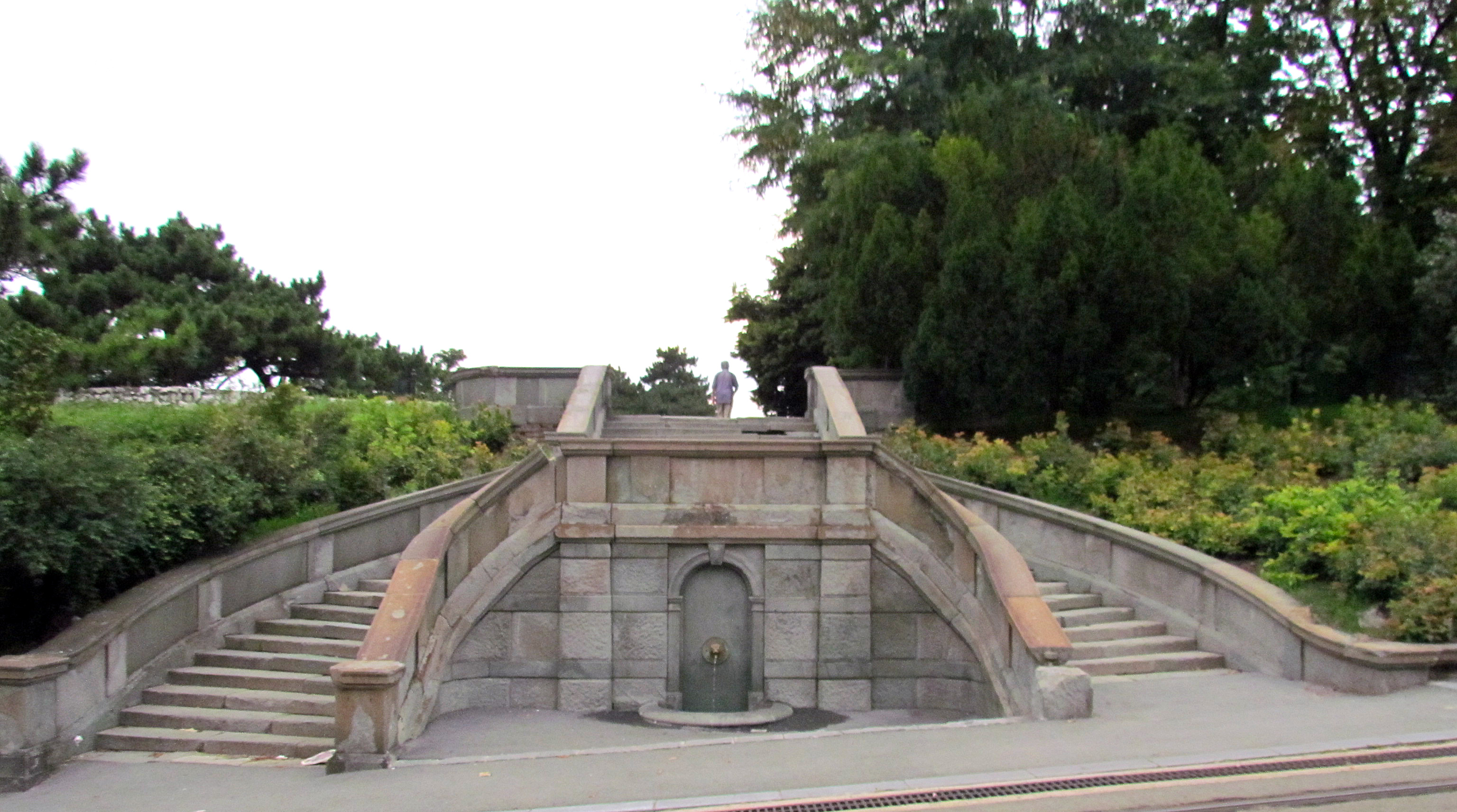
Małe schody w Kalemegdanie

Ukończyła szkołę średnią z wybitnym wynikiem w 1896. Następnie rozpoczęła studia na Wydziale Architektury Uniwersytetu w Belgradzie. W wieku 22 lat była pierwszą kobietą, która ukończyła studia na Wydziale Inżynierii. Próbowała znaleźć pracę w Ministerstwie Infrastruktury. Nie mogła jednak zostać urzędnikiem, gdyż wymogiem zatrudnienia było odbycie służby wojskowej. Udało jej się jednak zatrudnić jako architekt w urzędzie miejskim w Belgradzie, gdzie została pierwszym architektem miejskim.

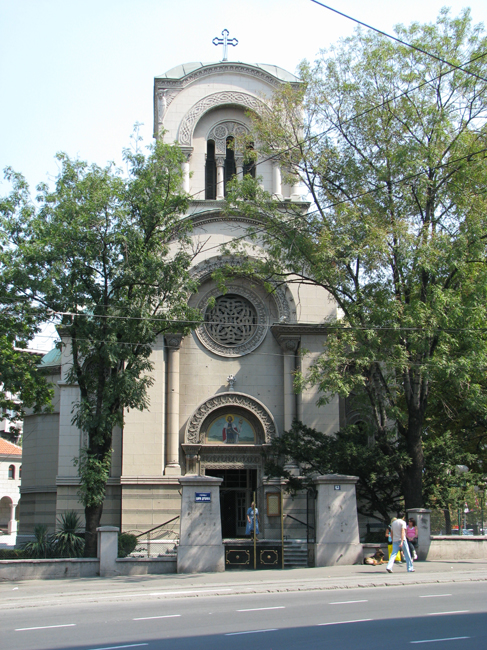
Cerkiew św. Aleksandra Newskiego w Belgradzie

W 1903 zaprojektowała Małe Schody w parku Kalemegdan. W 1906 zaprojektowała jedną z najnowocześniejszych ówcześnie szkół podstawowych na Bałkanach, która do dziś nosi imię Króla Piotra I. Zaprojektowała również Cerkiew św. Aleksandra Newskiego w Belgradzie. Jej budowa rozpoczęła się w 1912, lecz została przerwana w związku z wybuchem I wojny światowej. Cerkiew dokończono w 1929.
Jej kariera została przerwana w 1916, gdy została internowana w obozie Nežider w Neusiedl am See w węgierskiej części Austro-Węgier, w związku z łukiem triumfalnym, który zaprojektowała z okazji powrotu wojsk serbskich z wojen bałkańskich z napisem „Są jeszcze niewyzwoleni Serbowie”. W obozie poznała albańskiego intelektualistę Lukę Lukaja, za którego wyszła za mąż w 1917. Parze urodziła się córka Lula. Po wojnie mieszkali krótko w Belgradzie a następnie przenieśli się do Szkodry, gdzie Luka został ministrem w rządzie Esada Paszy, który pomagał  przedostawać się Serbom przez Albanię w czasie wojny. Jelisaveta pomagała mężowi w wywołaniu powstania mającego wyzwolić Albanię spod rządów włoskich. Po upadku powstania przenieśli się w 1923 do Dubrownika. Mieszkała w domu podarowanym jej po II wojnie światowej przez Związek Architektów Jugosławii w uznaniu za jej zasługi.

## Upamiętnienie
Jej imieniem nazwano jedną z ulic w Belgradzie, położoną w pobliżu osiedla robotniczego, które zaprojektowała.